# 扬·盖多什
扬·盖多什（捷克語：Jan Gajdoš，1903年12月27日—1945年11月19日），生于布尔诺，捷克斯洛伐克男子竞技体操运动员。他曾获得1928年夏季奥运会体操比赛男子团体全能银牌。他也参加了1936年夏季奥运会。